# Acanthochondria
Acanthochondria – rodzaj widłonogów z rodziny Chondracanthidae. Nazwa naukowa tego rodzaju skorupiaków została opublikowana w 1930 roku przez brytyjskiego patologa i bakteriologa Cyrila Lesliego Oakleya.

## Podział systematyczny
Do rodzaju należą następujące gatunki:

- Acanthochondria alatalongicollis Heegaard, 1940
- Acanthochondria alleni Tang, Kalman & Ho, 2010
- Acanthochondria bicornis Shiino, 1955
- Acanthochondria brevicorpa Yü, 1935
- Acanthochondria clavata (Bassett-Smith, 1896)
- Acanthochondria constricta Shiino, 1955
- Acanthochondria cornuta (Müller O.F., 1776)
- Acanthochondria cyclopsetta Pearse, 1952
- Acanthochondria diastema Kabata, 1965
- Acanthochondria dilatata Shiino, 1955
- Acanthochondria dojirii Kabata, 1984
- Acanthochondria elongata (Bassett-Smith, 1898)
- Acanthochondria epachthes (Wilson C.B., 1908)
- Acanthochondria eptratreti Cheng, Luo, Dai & Shih, 2014
- Acanthochondria exilipes Wilson C.B., 1932
- Acanthochondria fissicauda Shiino, 1955
- Acanthochondria fraseri Ho, 1972
- Acanthochondria galerita (Rathbun, 1886)
- Acanthochondria glandiceps Shiino, 1955
- Acanthochondria helicoleni Cantatore & Timi, 2010
- Acanthochondria hippoglossi Kabata, 1987
- Acanthochondria hoi Kalman, 2003
- Acanthochondria incisa Shiino, 1955
- Acanthochondria inimici Yamaguti, 1939
- Acanthochondria kajika Ho & Kim I.H., 1996
- Acanthochondria krishnai Aneesh, Helna & Kumar, 2020
- Acanthochondria laemonemae Capart, 1959
- Acanthochondria lepidionis Barnard, 1955
- Acanthochondria lilianae Cantatore, Lanfranchi & Timi, 2011
- Acanthochondria limandae (Krøyer, 1863)
- Acanthochondria longifrons Shiino, 1955
- Acanthochondria macrocephala Gusev, 1951
- Acanthochondria margolisi Kabata, 1984
- Acanthochondria ophidii (Krøyer, 1863)
- Acanthochondria oralis Yamaguti, 1939
- Acanthochondria phycidis (Rathbun, 1886)
- Acanthochondria pingi (Yü & Wu, 1932)
- Acanthochondria platycephali Heegaard, 1940
- Acanthochondria priacanthi Shiino, 1964
- Acanthochondria rectangularis (Fraser, 1920)
- Acanthochondria sagitta Alarcos & Timi, 2011
- Acanthochondria serrani Braicovich & Timi, 2009
- Acanthochondria shawi Yü, 1935
- Acanthochondria sicyasis (Krøyer, 1863)
- Acanthochondria sixteni (Wilson C.B., 1922)
- Acanthochondria soleae (Krøyer, 1838)
- Acanthochondria spirigera Shiino, 1955
- Acanthochondria tasmaniae Heegaard, 1962
- Acanthochondria tchangi Yü, 1935
- Acanthochondria triangularis Alves, Luque & Paraguassu, 2003
- Acanthochondria triglae Herrera-Cubilla & Raibaut, 1990
- Acanthochondria uranoscopi Ho & Kim I.H., 1995
- Acanthochondria vancouverensis Kabata, 1984
- Acanthochondria yui Shiino, 1964